# Temporada 1967-1968 del FC Barcelona
Les dades més destacades de la temporada 1967-1968 del Futbol Club Barcelona són les següents:
El Barça es proclamà campió de la Copa del Generalíssim de futbol 1967-68. La final va ser un clàssic entre el Reial Madrid i el Barça al Bernabéu la va guanyar el conjunt català per 0-1. A l'àrbitre, Antoni Rigo, se li van reclamar dos suposats penals sobre Amancio i Serena. A la conclusió del partit, el terreny de joc es va omplir d'ampolles, per això la denominació de la "final de les ampolles".

## Plantilla
Els següents jugadors formaren part de la plantilla en aquella temporada:
| Porters - Salvador Sadurní - Miguel Reina - Lucho | Defenses - Gallego - Antoni Torres - Eladi Silvestre - Julio César Benítez - Ferran Olivella - Pedro Fernández Cantero | Centrecampistes - Pedro María Zabalza - Josep Maria Fusté - Ángel Oliveros - Joan Torrent - Joaquim Borràs i Canut - Eduardo Endériz | Davanters - José Antonio Zaldúa - José Alberto de Mendonça - Joaquim Rifé - Carles Rexach - Lucien Muller - Jesús Pereda - Carlos Pellicer - Lluís Vidal - Lluís Pujol - Narcís Martí Filosia - Manuel Jiménez |

## Classificació
- Lliga d'Espanya: Segona posició amb 39 punts (30 partits, 15 victòries, 9 empats, 6 derrotes, 48 gols a favor i 29 en contra).
- Copa d'Espanya: Campió. Eliminà siccessivament a Sporting de Gijón, Reial Societat, Athletic Club, Atlètic de Madrid i el Reial Madrid a la final (1-0).
- Copa de les Ciutats en Fires: Trentadosens de final. Eliminat pel FC Zürich.

## Resultats
| PARTITS |
| --- |
| 14-08-67. AMISTÓS GRANOLLERS-BARCELONA 1-6 15-08-67. AMISTÓS SAGUNTO-BARCELONA 2-4 20-08-67. AMISTÓS SABADELL-BARCELONA 1-0 26-08-67. AMISTÓS TERRASSA-BARCELONA 0-1 29-08-67 . II "JOAN GAMPER" BARCELONA-BAYERN MUNICH 2-1 30-08-67 . II "JOAN GAMPER" BARCELONA-ATLETICO MADRID 2-1 03-09-67. DALL'ARA BOLONIA-BARCELONA 2-0 05-09-67. DALL'ARA INTER MILAN-BARCELONA 3-1 10-09-67. LLIGA ZARAGOZA-BARCELONA 3-2 17-09-67. LLIGA BARCELONA-ESPANYOL 1-0 20-09-67. COPA DE FIRES ZURICH-BARCELONA 3-1 24-09-67. LLIGA ATHLETIC BILBAO-BARCELONA 0-0 26-09-67. AMISTÓS FARNERS-BARCELONA 2-14 01-10-67. AMISTÓS MAO MENORCA-BARCELONA 0-3 04-10-67. COPA DE FIRES BARCELONA-ZURICH 1-0 08-10-67. LLIGA BARCELONA-ATLETICO MADRID 1-1 15-10-67. LLIGA VALENCIA-BARCELONA 1-2 29-10-67. LLIGA BARCELONA-BETIS 2-1 05-11-67. LLIGA SABADELL-BARCELONA 1-1 12-11-67. LLIGA BARCELONA-CORDOBA 3-2 19-11-67. LLIGA ELCHE-BARCELONA 0-2 26-11-67. LLIGA LAS PALMAS-BARCELONA 4-1 03-12-67. LLIGA BARCELONA-PONTEVEDRA 4-0 10-12-67. LLIGA REAL MADRID-BARCELONA 1-1 17-12-67. LLIGA BARCELONA-MALAGA 1-0 31-12-67. LLIGA SEVILLA-BARCELONA 2-1 07-01-68. LLIGA BARCELONA-REIAL SOCIETAT 0-0 14-01-68. LLIGA BARCELONA-ZARAGOZA 4-0 21-01-68. LLIGA ESPANYOL-BARCELONA 1-0 28-01-68. LLIGA BARCELONA-ATHLETIC BILBAO 1-0 04-02-68. LLIGA ATLETICO MADRID-BARCELONA 0-1 11-02-68. LLIGA BARCELONA-VALENCIA 1-1 18-02-68. LLIGA BETIS-BARCELONA 4-3 22-02-68. AMISTÓS MANRESA-BARCELONA 0-6 25-02-68. LLIGA BARCELONA-SABADELL 3-1 03-03-68. LLIGA CORDOBA-BARCELONA 0-1 10-03-68. LLIGA BARCELONA-ELCHE 4-2 17-03-68. LLIGA BARCELONA-LAS PALMAS 2-0 19-03-68. AMISTÓS PALAFRUGELL-BARCELONA 1-4 24-03-68. LLIGA PONTEVEDRA-BARCELONA 1-0 31-03-68. AMISTÓS EUROPA-BARCELONA 1-4 09-04-68. LLIGA BARCELONA-REAL MADRID 1-1 14-04-68. LLIGA MALAGA-BARCELONA 1-1 17-04-68. AMISTÓS GIMNASTIC TARRAGONA-BARCELONA 1-4 21-04-68. LLIGA BARCELONA-SEVILLA 3-0 23-04-68. AMISTÓS RAPITENSE-BARCELONA 0-5 28-04-68. LLIGA REIAL SOCIETAT-BARCELONA 1-1 01-05-68. AMISTÓS BADALONA-BARCELONA 0-1 03-05-68. AMISTÓS FIGUERES-BARCELONA 1-6 05-05-68. AMISTÓS DEPORTIVO LA CORUNA-BARCELONA 1-2 09-05-68. AMISTÓS LLEIDA-BARCELONA 1-1 12-05-68. COPA GENERALISIMO BARCELONA-SPORTING GIJON 5-0 19-05-68. COPA GENERALISIMO SPORTING GIJON-BARCELONA 2-0 21-05-68. COPA PRESIDENTE GIMNASTIC-BARCELONA 3-2 23-05-68. AMISTÓS ATLETICO BISBALENSE-BARCELONA 2-14 25-05-68. COPA PRESIDENTE EUROPA-BARCELONA 1-4 26-05-68. COPA GENERALISIMO REIAL SOCIETAT-BARCELONA 0-2 29-05-68. COPA PRESIDENTE BADALONA-BARCELONA 2-1 31-05-68. COPA GENERALISIMO BARCELONA-REIAL SOCIETAT 6-1 01-06-68. COPA PRESIDENTE GIMNASTIC-BARCELONA 1-1 05-06-68. COPA PRESIDENTE BARCELONA-EUROPA 6-0 08-06-68. COPA PRESIDENTE BADALONA-BARCELONA 1-2 08-06-68. COPA GENERALISIMO BARCELONA-ATHLETIC BILBAO 3-1 12-06-68. AMISTÓS GIRONA-BARCELONA 1-12 12-06-68. COPA PRESIDENTE ESPANYOL-BARCELONA 2-1 13-06-68. AMISTÓS MONTCADA-BARCELONA 1-0 15-06-68. COPA PRESIDENTE ESPANYOL-BARCELONA 2-1 15-06-68. COPA GENERALISIMO ATHLETIC BILBAO-BARCELONA 0-0 16-06-68. AMISTÓS LLORET-BARCELONA 2-3 20-06-68. AMISTÓS OLOT-BARCELONA 2-2 23-06-68. COPA GENERALISIMO ATLETICO MADRID-BARCELONA 1-0 23-06-68. AMISTÓS SEU D,URGELL-BARCELONA 1-8 28-06-68. COPA GENERALISIMO BARCELONA-ATLETICO MADRID 3-1 29-06-68. AMISTÓS ARBUCIES-BARCELONA 3-12 31-06-68. AMISTÓS VILANOVA-BARCELONA 0-2 03-07-68. AMISTÓS BARCELONA-RAPID VIENA 2-2 06-07-68. AMISTÓS BARCELONA-BELENENSES 4-1 11-07-68. COPA GENERALISIMO REAL MADRID-BARCELONA 0-1 |